# Dolné Srnie
Dolné Srnie (in ungherese Alsószernye) è un comune della Slovacchia facente parte del distretto di Nové Mesto nad Váhom, nella regione di Trenčín.